# Кожевниково (Кожевниковський район)
Коже́вниково (рос. Кожевниково) — село, центр Кожевниковського району Томської області, Росія. Адміністративний центр Кожевниковського сільського поселення.

## Населення
Населення — 8174 особи (2010; 7947 у 2002).
Національний склад (станом на 2002 рік):
- росіяни — 90 %